# Green Bay Packers 1932
La stagione 1932 dei Green Bay Packers è stata la 12ª della franchigia nella National Football League. La squadra, allenata da Curly Lambeau, ebbe un record di 10-3-1, terminando seconda in classifica malgrado l'avere vinto tre gare in più dei Chicago Bears campioni NFL. Con una sola sconfitta, i Bears ebbero una percentuale di vittorie dell'87,5, dal momento che i pareggi non venivano calcolati, contro il 76,9 dei Packers.
I Bears e i Portsmouth Spartans si trovarono appaiate al primo posto a fine stagione, necessitando di una gara di spareggio, con il vincitore che avrebbe conquistato il titolo e lo sconfitto che sarebbe finito al terzo posto. La gara fu tenuta al coperto in un campo accorciato e i Bears vinsero 9-0. All'inizio di dicembre, i Packers avevano un record di 10–1–1 ma persero senza segnare punti sia contro Portsmouth che contro i Bears nel finale di stagione; Green Bay aveva battuto entrambe le squadre ad ottobre.
Nel 1933 la NFL si divise in due division e iniziò a disputare una finale per assegnare il titolo.

## Calendario
| Stagione regolare |              |                             |           |        |                   |
| Gara              | Data         | Avversario                  | Risultato | Record | Stadio            |
| 1                 | 18 settembre | Chicago Cardinals           | V 15–7    | 1–0    | City Stadium      |
| 2                 | 25 settembre | Chicago Bears               | P 0–0     | 1–0–1  | City Stadium      |
| 3                 | 2 ottobre    | New York Giants             | V 13–0    | 2–0–1  | City Stadium      |
| 4                 | 9 ottobre    | Portsmouth Spartans         | V 15–10   | 3–0–1  | City Stadium      |
| 5                 | 16 ottobre   | at Chicago Bears            | V 2–0     | 4–0–1  | Wrigley Field     |
| 6                 | 23 ottobre   | Brooklyn Dodgers            | V 13–0    | 5–0–1  | City Stadium      |
| 7                 | 30 ottobre   | Staten Island Stapletons    | V 26–0    | 6–0–1  | City Stadium      |
| 8                 | 6 novembre   | at Chicago Cardinals        | V 19–9    | 7–0–1  | Wrigley Field     |
| 9                 | 13 novembre  | at Boston Braves            | V 21–0    | 8–0–1  | Braves Field      |
| 10                | 20 novembre  | at New York Giants          | S 0–6     | 8–1–1  | Polo Grounds      |
| 11                | 24 novembre  | at Brooklyn Dodgers         | V 7–0     | 9–1–1  | Ebbets Field      |
| 12                | 27 novembre  | at Staten Island Stapletons | V 21–3    | 10–1–1 | Thompson Stadium  |
| 13                | 4 dicembre   | at Portsmouth Spartans      | S 0–19    | 10–2–1 | Universal Stadium |
| 14                | 11 dicembre  | at Chicago Bears            | S 0–9     | 10–3–1 | Wrigley Field     |

## Classifiche
| Classifica NFL           |    |   |   |      |     |     |     |
|                          | V  | S | P | %    | PF  | PS  | STR |
| Chicago Bears 1          | 7  | 1 | 6 | .875 | 160 | 44  | V3  |
| Green Bay Packers        | 10 | 3 | 1 | .769 | 152 | 63  | S2  |
| Portsmouth Spartans 1    | 6  | 2 | 4 | .750 | 116 | 71  | S1  |
| Boston Braves            | 4  | 4 | 2 | .500 | 55  | 79  | V2  |
| New York Giants          | 4  | 6 | 2 | .400 | 93  | 113 | S1  |
| Brooklyn Dodgers         | 3  | 9 | 0 | .250 | 63  | 131 | S4  |
| Chicago Cardinals        | 2  | 6 | 2 | .250 | 72  | 114 | S5  |
| Staten Island Stapletons | 2  | 7 | 3 | .222 | 77  | 173 | S1  |

Nota:  i pareggi non venivano conteggiati ai fini della classifica fino al 1972.
1 I record di Bears e Spartans includono il risultato della gara di spareggio per il titolo, perciò gli Spartans sono classificati dietro ai Packers.